# Lista dei grattacieli di Lipsia
Questa è una lista dei grattacieli di Lipsia che sono alti almeno 40 metri, senza sovrastrutture. Vengono classificati solo gli edifici abitabili e un deposito di libri, che esclude antenne radio e torri, torri di osservazione, campanili, camini e altre alte strutture architettoniche. Con il grattacielo Kroch del 1928 e l' Europahaus del 1930 in Augustusplatz, Lipsia è stata una delle prime città a molti piani in Germania.

## Lista
| Classifica | Immagine | Nome                                                                  | Ubicazione | Utilizzo                                                                           | Apertura  | Altezza     | Piani | Architetto(i)                                                            |
| ---------- | -------- | --------------------------------------------------------------------- | --- | ---------------------------------------------------------------------------------- | --------- | ----------- | ----- | ------------------------------------------------------------------------ |
| 1.         | più foto | City-Hochhaus Leipzig edificio più alto in Germania dal 1972 al 1973, | Augustusplatz, Lipsia-Mitte | Uffici, ristorante, piattaforma panoramica                                         | 1972      | 142,5 metri | 36    | Hermann Henselmann                                                       |
| 2.         | più foto | Westin Lipsia                                                         | Zentrum Nord, Lipsia-Mitte | Hotel                                                                              | 1981      | 96 metri    | 27    | Kajima architects, Tokio                                                 |
| 3.         | più foto | Wintergartenhochhaus,                                                 | vicino alla Hauptbahnhof | Appartamenti                                                                       | 1972      | 95.5 metri  | 31    | Collettivo guidato da Frieder Gebhardt                                   |
| 4.         | più foto | MDR-Hochhaus                                                          | Südvorstadt | Mitteldeutscher Rundfunk                                                           | 2000      | 65 metri    | 13    | Gruppo di architetti Gondesen Plachnow Staack (GPS) con Struhk & Partner |
| 5.         | più foto | Grattacielo Löhrs Carré,                                              | Zentrum Nord, Lipsia-Mitte | Uffici                                                                             | 1997      | 65 metri    | 17    | Wörle-Siebig Planungsgesellschaft, Monaco di Baviera                     |
| 6.         |          | Centro Torgauer Platz,                                                | Volkmarsdorf | Uffici                                                                             | 1995      | 63 metri    | 12    | HPP Architekten con Gerd Heise                                           |
| 7.         | più foto | Europahaus,                                                           | Augustusplatz, Lipsia-Mitte | Uffici                                                                             | 1930      | 56 metri    | 13    | Otto Paul Burghardt                                                      |
| 8.         |          | Deposito di libri di Biblioteca nazionale tedesca                     | Zentrum Süd-Ost, Lipsia Mitte | Deposito di libri                                                                  | 1982      | 55 metri    | 18    | Dieter Seidlitz, Dresda                                                  |
| 9.–35.     | più foto | ancora 27 grattacieli della serie PH 16 di edifici residenziali       | Lipsia-Grünau (5 dei 19 originali conservati) Lipsia-Schönefeld (5 degli originali 8 conservati), Lipsia-Mockau (4 degli originali 7 conservati), Musikviertel (tutti i 3 conservati), Lipsia-Marienbrunn (entrambi conservati), Straße des 18. Oktober (tutti gli 8 conservato) | appartamenti                                                                       | 1974–1988 | 50,5 metri  | 16    | Progettazione del complesso residenziale di Erfurt                       |
| 36.        | più foto | Grattacielo Kroch, primo grattacielo a Lipsia,                        | Augustusplatz/Goethestraße 2, Lipsia-Mitte | Museo Egizio dell'Università di Lipsia, Istituto                                   | 1928      | 43 metri    | 12    | German Bestelmeyer                                                       |
| 37.        |          | Lipsia-Tower                                                          | Lipsia-Grünau, Miltitzer Allee 32 | Risiedere                                                                          | 2020      | 42 metri    | 13    | Fuchshuber & Partner                                                     |
| 38.        |          | Ex torre della colonna                                                | Wissenschaftspark (Parco scientifico) di Lipsia, Permoserstraße 15 | Appartamenti per gli ospiti (precedentemente colonne di separazione degli isotopi) | 1966      | 40 metri    | 11    | Schneider und Mothes                                                     |
| 39.        |          | Grattacielo Brühlpelz                                                 | Lipsia-Mitte, Brühl | Hotel                                                                              | 1966      | 40 metri    | 11    | Wolfgang Schreiner, Günther Seltz                                        |

## Grattacieli a Lipsia in fase di progettazione
A causa della costante forte crescita del numero di abitanti di Lipsia, dopo molti anni di stagnazione e demolizione, l'attenzione è nuovamente rivolta alla costruzione di grattacieli. Il nuovo sviluppo di Wilhelm-Leuschner-Platz comprende un grattacielo all'angolo nord-est vicino a Roßplatz, che attualmente dovrebbe essere alto 55,5 metri.
Il sito dell'ex Eutritzscher Freiladebahnhof a nord della stazione ferroviaria principale di Lipsia (Hauptbahnhof Leipzig) sarà riqualificata su un'area di 25 ettari. Tra l'altro, devono essere costruiti 3.700 appartamenti e spazi commerciali e uffici. Oltre a due punti alti di 10 piani ai bordi, ci sarà un parco cittadino al centro, che sarà incorniciato da tre grattacieli di 16 piani.
Nel 2022 si è saputo che nell'area del Berliner Brücke (Ponte di Berlino) sarebbe stato costruito un complesso residenziale, il Mockauer Tor. Sarebbe possibile anche un sottile grattacielo alto fino a 60 metri, ma non ci sono ancora investitori per questo.
Per un periodo di tempo limitato, il Stato di Sassonia finanzia progetti di grattacieli in legno con la parola chiave "costruzione sperimentale". In questo contesto, il primo grattacielo in legno della Sassonia sarà costruito a Lipsia-Paunsdorf sulla Heiterblickallee. Il proprietario è l'associazione immobiliare Kontakt.
Lo sviluppo del grattacielo sul Goerdelerring, d'altro canto, richiederà un po' di tempo. La città di Lipsia si è posta l'obiettivo di determinare il corso dell'apertura del corso d'acqua sotterraneo denominato Pleißemühlegraben in quest'area. Solo allora sarà chiaro se il grattacielo sarà costruito accanto o sopra il corso d'acqua scoperto, il che avrà un impatto significativo sulla pianificazione e l'architettura dell'edificio.